# August von Mackensen
August von Mackensen (6 december 1849 - 8 november 1945) was een vooraanstaand Duits militair bevelhebber ten tijde van het Duitse Keizerrijk en de Eerste Wereldoorlog.

## Biografie
August Mackensen werd geboren in een burgerlijk gezin zonder connecties met de Pruisische adel. Zijn vader Louis Mackensen was een administrator in diverse agrarische ondernemingen. In de hoop dat zijn oudste zoon in zijn voetsporen zou treden werd hij naar het gymnasium van Halle gestuurd en vervolgens naar de plaatselijke Maarten Luther-Universiteit. Desondanks begon hij in 1869 toch een carrière in het leger; aanvankelijk als vrijwilliger bij de Leibhusaren in het Pruisische leger. In 1870-1871 nam hij deel aan de Frans-Duitse Oorlog. Na deze oorlog studeerde hij nog even verder aan de universiteit maar was door zijn ervaringen in de voorgaande oorlog steeds meer geïnteresseerd geraakt in krijgskunde. Hij brak zijn studie in 1873 af en werd beroepssoldaat. Mackensen maakte indruk op zijn superieuren en gestaag werd hij benoemd in steeds hogere functies. In 1891 werd hij in de Generale Staf van het leger geplaatst, ondanks dat hij niet de militaire academie had doorlopen, aanvankelijk als adjudant van Helmut von Moltke de oude en na het aantreden van Alfred von Schlieffen als diens assistent. Ten slotte maakte hij zoveel indruk op keizer Wilhelm II dat deze hem tot zijn persoonlijke adjudant benoemde, de eerste burger die deze post kreeg toebedeeld. In 1899 werd Mackensen door keizer Wilhelm II, ter gelegenheid van diens 40ste verjaardag, in de erfelijke adelstand verheven en kon zich voortaan von Mackensen noemen. In 1901 werd hij als generaal-majoor bevelhebber van de Leibhusaren, beter bekend als de Totenkopfhusaren. Het opvallende doodshoofd op de bijbehorende berenmuts moest uitstralen dat er in principe 'geen genade' betoond werd aan de tegenstanders. Na Von Schlieffens aftreden in 1906 werd Mackensen gezien als een mogelijke opvolger als hoofd van de generale staf maar dit werd uiteindelijk  Helmuth von Moltke de jonge. In 1911 droeg Von Mackensen het commando van de 'Totenkopfhusaren' over aan kroonprins Wilhelm van Pruisen, maar hem werd toestemming verleend levenslang het uniform te mogen blijven dragen van deze huzaren.

### Eerste Wereldoorlog
Tijdens de Eerste Wereldoorlog verwierf Von Mackensen naam en faam na de slagen bij Tannenberg en de Mazurische meren. Nadien werd hij ingezet als er een forse doorbraak verwezenlijkt moest worden, zoals in Łódź (1914) en Gorlice-Tarnów (1915). Zijn tactiek berustte op een aanval over breed front met inzet van een maximum aan middelen. Deze tactiek werd bekend als Mackensen-falanx. In 1915 werd hij tot maarschalk bevorderd. Hij stond aan het hoofd van een interventiemacht bestaande uit Duitsers, Oostenrijkers en Bulgaren bij het tweede offensief tegen Servië en de inval in Roemenië. Na de val van Boekarest (1916) bleef hij in Roemenië als opperbevelhebber van het bezettingsleger. Op het einde van de oorlog werd hij door de Fransen geïnterneerd te Saloniki. Pas in 1919 zou hij naar Duitsland terugkeren. 

### Interbellum
Hij was er, net als veel Duitse officieren, van overtuigd dat de oorlog niet op het slagveld maar door de interne politiek was verloren; de zogenaamde Dolkstootlegende. Over de moord op Matthias Erzberger, die verantwoordelijk was voor de naleving van het Verdrag van Versailles, zei hij: "van die plaag zijn we verlost". Aanvankelijk bemoeide Von Mackensen zich niet meer met de politiek maar in de jaren 20-30 begon hij toch weer publiekelijk op te treden. Hij leende zich geregeld voor politieke manifestaties waarbij hij steevast zijn zwarte Totenkopf-huzarenuniform droeg. Dit uniform werd later ook de inspiratie voor het uniform van Heinrich Himmlers SS die eveneens geen genade betoonden aan hun gevangenen. Op 22 oktober 1935 ontving hij van Adolf Hitler het landgoed Brüssow en 35.000 Reichsmark als dotatie. 

### Tweede Wereldoorlog
Tijdens de Tweede Wereldoorlog was hij overwegend positief over het heersende regime dat onder andere veel 'Pruisische waarden' had overgenomen. Hij sprak echter ook zijn afkeuring uit over de gruweldaden van de SS in Polen waarover Von Mackensen veel berichten kreeg. Hij bleef een overtuigd monarchist en was na diens overlijden aanwezig bij de bijzetting van ex-keizer Wilhelm II in Doorn, waar deze sinds 1920 in ballingschap verbleef. Uiteindelijk werd Von Mackensen door Hitler en Joseph Goebbels verdacht van onloyaliteit maar hij werd verder niet aangepakt door het regime; waarschijnlijk omdat August von Mackensen nog steeds heel populair was onder de Duitsers. Begin 1945 vluchtte hij voor het Rode leger naar Nedersaksen, waar hij een maand voor zijn 96ste verjaardag overleed. Hij werd bijgezet op de stadsbegraafplaats van Celle.

## Familie
In 1879 huwde hij Dorothea von Horn (1854–1905), met wie hij 5 kinderen kreeg:
- Else (1881/2–1888)
- Hans Georg (1883–1947)
- Manfred (1886–1945)
- Eberhard (1889–1969), Generaloberst
- Ruth (1897–1945)

Na het overlijden van zijn eerste vrouw in 1905 huwde hij in 1908 op 58-jarige leeftijd Leonie von der Osten (1878–1963). Dit huwelijk bleef kinderloos en hield stand tot aan zijn overlijden in 1945.

## Militaire loopbaan
- Eenjarige-vrijwilliger: oktober 1869[2]
- Leutnant der Reserve: 3 december 1869[3]- december 1870[2]
- Sekondeleutnant: mei 1873[2]
- Oberleutnant: 9 juli 1878[3]
- Rittmeister: 21 september 1882[3]- Hauptmann[2]
- Major: 15 oktober 1888[3]
- Oberstleutnant: 27 januari 1894[3][2]
- Oberst: 22 maart 1897[3][2]
- Generalmajor: 18 april 1900[3][2]
- Generalleutnant: 11 september 1903[3]
- Generaladjutant: 1903[4]
- General der Kavallerie: 27 januari 1908[3]
- Generaloberst: 17 december 1914[3][4][2]
- Generalfeldmarschall: 22 juni 1915[3][4][2]

## Onderscheidingen
August von Mackensen droeg veel onderscheidingen waaronder het exclusieve Oostenrijkse Kruis voor Militaire Verdienste Ie Klasse met diamanten. Bij officiële gelegenheden was hij gekleed in het opvallende uniform van de Totenkopfhusaren (1. Leib-Husaren-Regiment Nr. 1).
- Pour le Mérite op 27 november 1914[3][5][4][2]
  - Eikenloof op 3 juni 1915[3][5]
- Grootkruis in de Militaire Max Joseph-Orde op 4 juni 1915
- Grootcommandeur in de Huisorde van Hohenzollern in 1915
- Orde van de Zwarte Adelaar in augustus 1915[4]- 10 mei 1915[2]
- Grootkruis in de Orde van de Heilige Stefanus in september 1915
- Kruisen der Ie Klasse voor Militaire Verdienste met Briljanten en Oorlogsdecoratie op 6 december 1915
- Commandeur der Ie Klasse in de Militaire Orde van Sint-Hendrik op 6 december 1915
- Grootkruis van het IJzeren Kruis op 9 januari 1917[3]
- Grootkruis in de Sint-Alexanderorde met Diamanten
- Grootkruis in de Orde van Maria Theresia
- IJzeren Kruis 1870, 2e klasse[2]

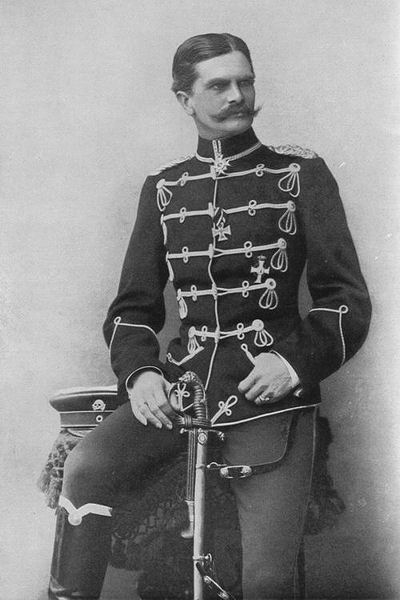
Circa 1880
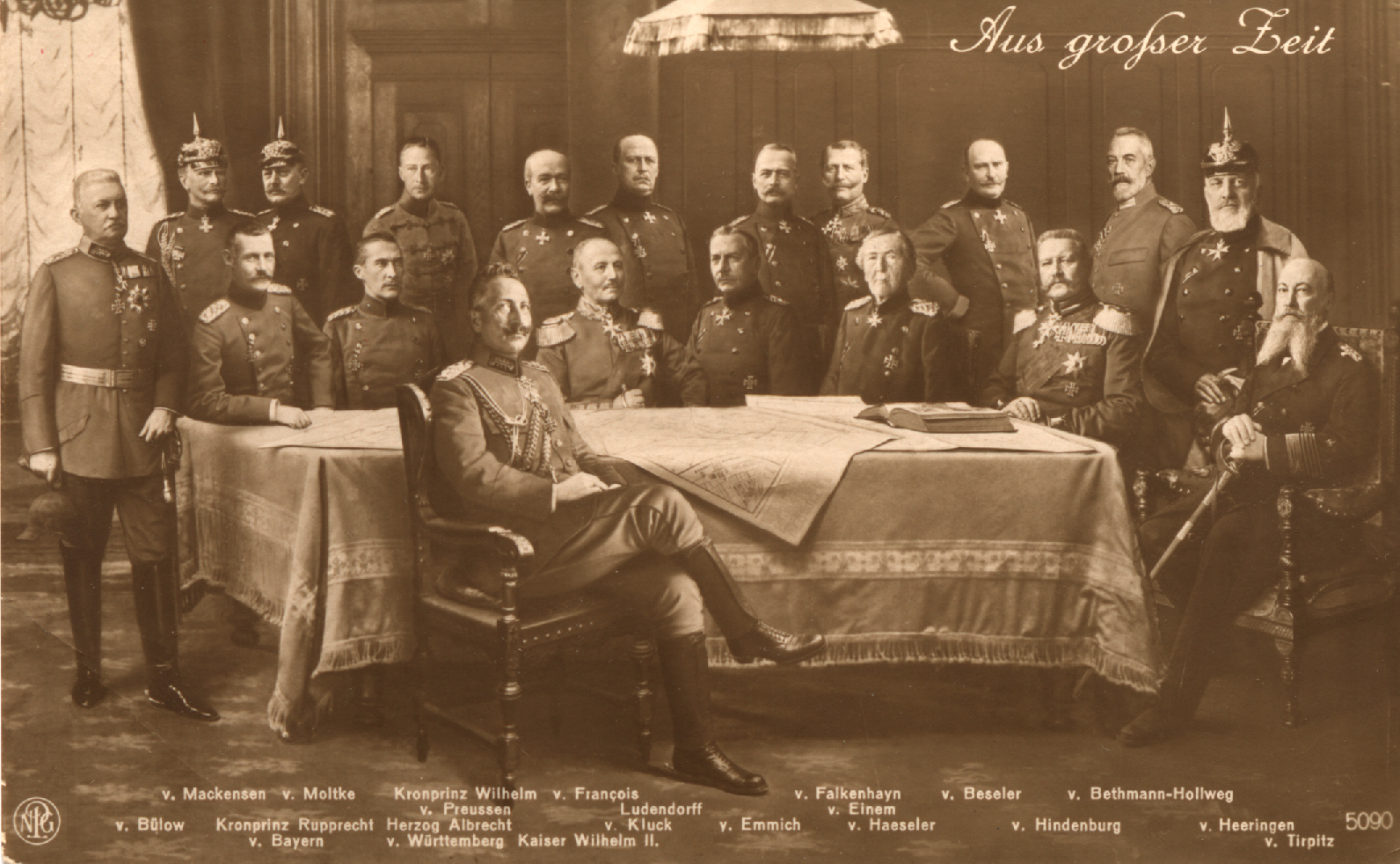
keizer Wilhelm II met zijn generaals tijdens de Eerste Wereldoorlog. Von Mackensen: staand tweede van links
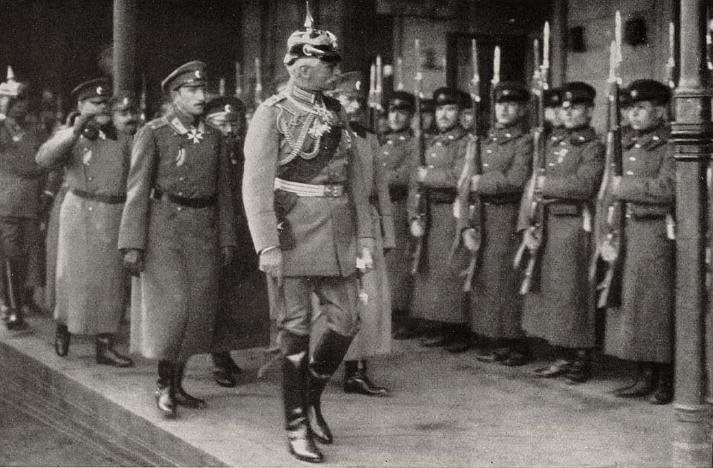
Von Mackensen inspecteert, samen met kroonprins Boris, een Bulgaars regiment (1916)
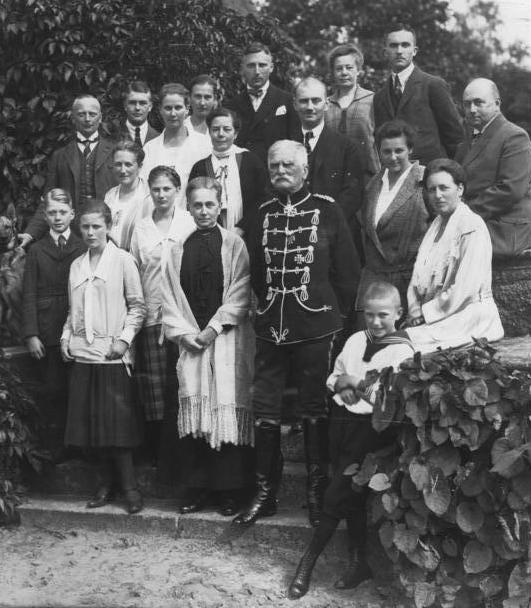
Familiefoto (1929)
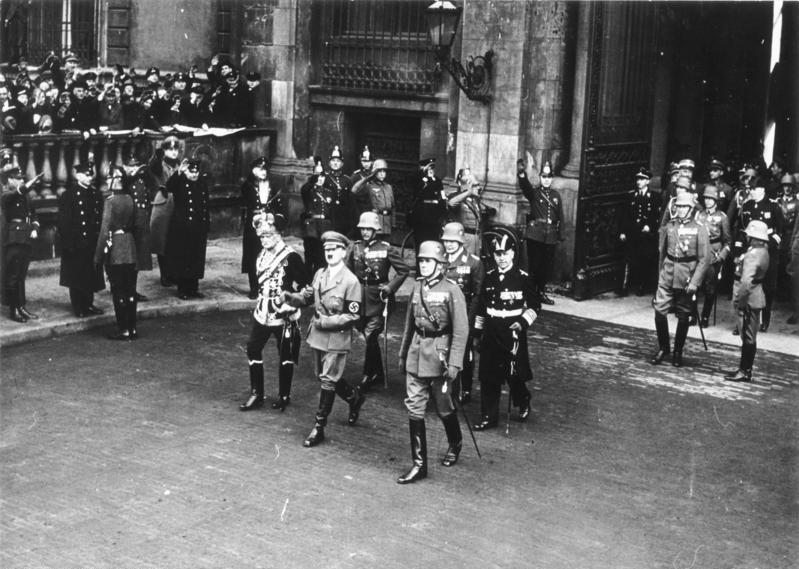
Von Mackensen links, naast Adolf Hitler tijdens de Heldengedenkdag 1935
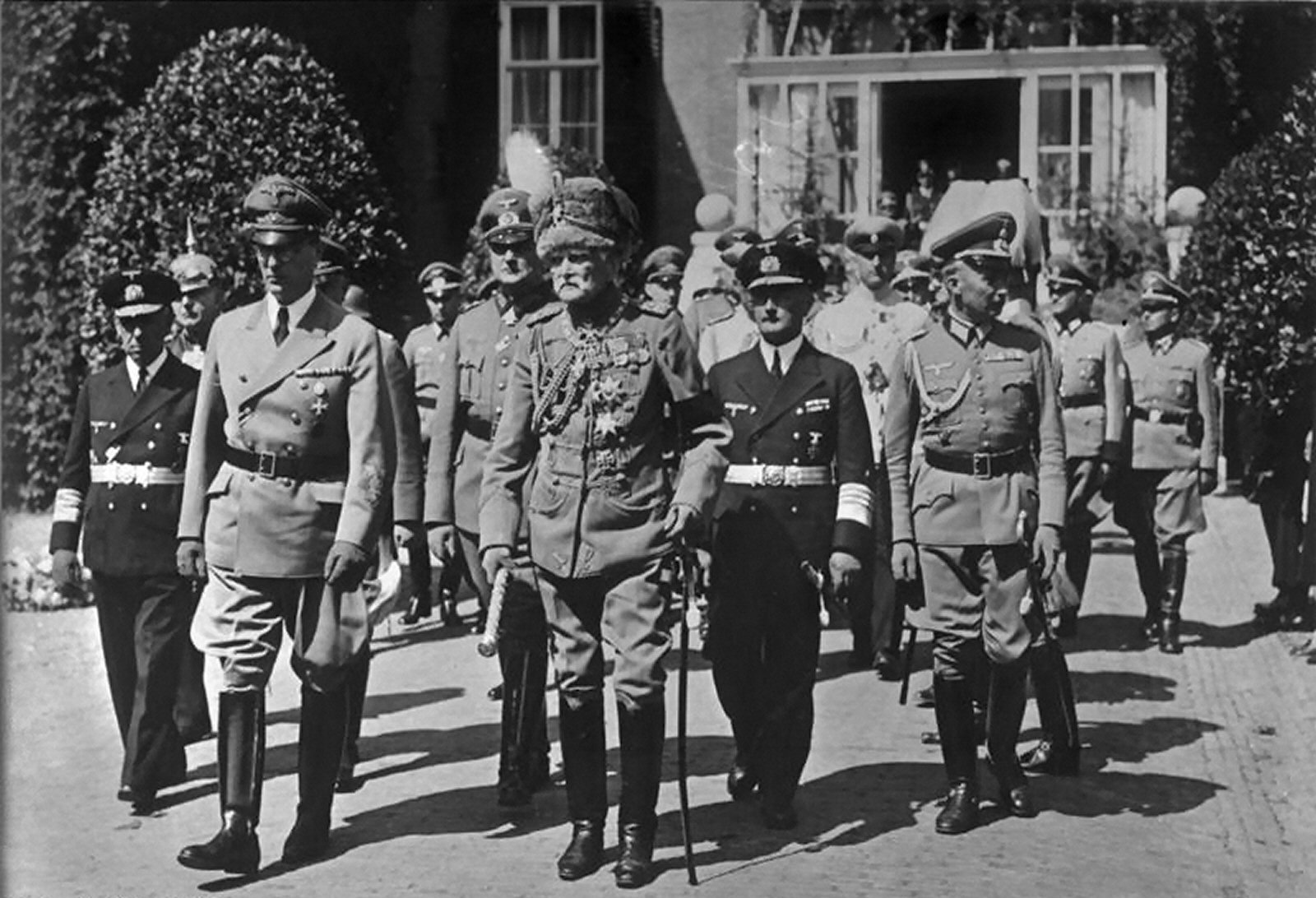
De 92-jarige Von Mackensen (voorste rij rechts met kolbak) tijdens de bijzetting van de overleden voormalige Duitse keizer Wilhelm II te Huis Doorn (1941)